# Зеленковский, Иван Фёдорович
Иван Фёдорович Зеленковский (22 июня 1933, Маритон, Брагинский район — 12 апреля 2004, Боровики, Гомельская область) — Герой Социалистического Труда (1973), депутат Верховного Совета СССР 9-го созыва.

## Биография
В 1947 году начал работать в колхозе «Красная нива» Брагинского района. Окончил Рудоковскую школу механизации, после окончания которой работал трактористом в Брагинской МТС.
После того, как МТС были расформированы и техника передана колхозам перешёл на работу в родной колхоз. Вначале был рядовым трактористом, а затем возглавил тракторную бригаду. Под его руководством бригада постоянно перевыполняла планы и достигала хороших результатов. Заочно окончил Краснобережский совхоз-техникум, Белорусскую сельскохозяйственную академию. Работал инженером совхоза «Баравики» Светлогорского района.
В 1973 году был удостоен звания Герой Социалистического Труда. В 1974 году избран депутатом Верховного Совета СССР.

## Награды
- Медаль «Серп и Молот»
- Два ордена Ленина
- Серебряные и бронзовые медали ВДНХ